# Cantó de Vincennes
El cantó de Vincennes és un cantó francès del departament de la Val-de-Marne, al districte de Nogent-sur-Marne. Creat amb la reorganització cantonal del 2015.

## Municipis
- Saint-Mandé
- Vincennes (en part)